# Mike Taylor (giocatore di football americano)
Mike Taylor III (Shreveport, ...) è un giocatore di football americano statunitense, che gioca come defensive end per gli Hildesheim Invaders.
Dopo aver giocato per la squadra di college dei Georgetown Hoyas, ha firmato per la stagione 2020 con i Berlin Adler, ma il campionato tedesco è stato cancellato a causa della pandemia di COVID-19. Si è quindi accordato con i polacchi Tychy Falcons, potendo però stare unicamente in practice squad a causa delle norme sugli import americani. Nel 2021 è passato prima agli spagnoli Badalona Dracs, poi ai turchi Bahçesehir Lions (il cui campionato è stato cancellato, sempre a causa della pandemia), quindi ai tedeschi Cologne Centurions (coi quali ha disputato il torneo semiprofessionistico ELF). Si è quindi trasferito per due stagioni agli austriaci Traun Steelsharks per tornare successivamente in Germania agli Hildesheim Invaders.

## Palmarès
- Campionato spagnolo (Badalona Dracs: 2021)